# Парму
Парму (ест. Parmu) — село в Естонії, входить до складу волості Міссо, повіту Вирумаа.